# Carretera Federal 293
La Carretera Federal 293 de México, es una carretera ubicada en el estado de Quintana Roo, es conocida informalmente como la Vía Corta Mérida-Chetumal porque su principal función es acortar la distancia entre las carreteras 184 y 307, que unen ambas ciudades. La totalidad de su recorrido se ubica en el estado de Quintana Roo.
La carretera tiene una longitud total de 99 kilómetros, su sentido es de noroeste a sureste, y está conformada por un solo cuerpo asfaltado dividido en dos carriles de circulación, uno por cada sentido de la carretera, comienza en su intersección con la Carretera Federal 184 en las inmediaciones del poblado de Polyuc, en el municipio de Felipe Carrillo Puerto y continúa hacia el sureste hasta culminar en su entronque con la Carretera Federal 307 junto a la población de Pedro Antonio Santos, en el municipio de Bacalar, cerca del extremo norte de la Laguna de Bacalar. La principal población comunicada por la carretera 293 es Chunhuhub.
La principal función y razón de la construcción de la carretera es la de funcionar como vía rápida para el tránsito entre las ciudades de Mérida, Yucatán y Chetumal, Quintana Roo, ambas capitales estatales, y que sin la existencia de dicha carretera el recorrido entre ellas tendría que verificarse por las carretera 184 y 307, que entroncan en la ciudad de Felipe Carrillo Puerto, Quintana Roo, la carretera 293 significa una ahorro de alrededor de 35 kilómetros, sin embargo al pasar por una zona menos poblado y con menos poblaciones, el ahorro en tiempo es mayor.